# 유디피
유디피(Юди́фь, 본명: 마리야 리보브나 카츠(Мари́я Льво́вна Кац), 1973년 1월 23일 ~ )는 러시아의 가수이다. 유로비전 송 콘테스트 1994에서 러시아 대표로 참가했다.